# Federación Camerunesa de Fútbol
La Federación Camerunesa de Fútbol (Fédération Camerounaise de Football, FECAFOOT) es el organismo rector del fútbol en Camerún, y está a cargo de la organización de la liga y la copa; y de la selecciones masculina y femenina del país. Fue fundada en 1959, desde 1962 pertenece a la FIFA y un año después a la Confederación Africana de Fútbol. El actual presidente interino es Samuel Eto'o, elegido en diciembre de 2021.

## Lista de presidentes
- 1958-1960 : M. N'Gankou Amos
- 1961-1964 : Ibrahim M'Bombo N'Joya
- 1964-1968 : Ahsin Jigbou
- 1968-1972 : René Essomba
- 1972-1978 : Jean Zoa Amougou
- 1978-1985 : M. Titti
- 1986-1988 : Peter N'Tamack Yana
- 1986-1988 : Issa Hayatou
- 1988-1989 : Jean N'Ji N'Jikam
- 1989-1990 : Albert Etotoke
- 1990-1993 : Njikam Simon et Pascal Owona
- 1993-1996 : Maha Daher
- 1996-1998 : Vincent Onana
- 1998-2017 : Mohammed Iya
- 2018-2021 : Seidou Mbombo Njoya
- 2022-Actualidad : Samuel Eto'o.